# Чураево (Белгородская область)
Чураево (морд. чуро — «редкий, не густой») — село в Шебекинском районе Белгородской области России, административный центр Чураевского сельского поселения.

## География
Находится в 7 км от центра Шебекино. Через Чураево протекает река Корень, приток реки Нежеголь. Ближайшие деревни — Кошлаково (дальше от Шебекино) и Крапивное (между городом Шебекино и собственно селом Чураево).

## Население
| 2002 | 2007 | 2010 |
| ---- | ---- | ---- |
| 716  | ↘713 | ↗770 |

## Достопримечательности

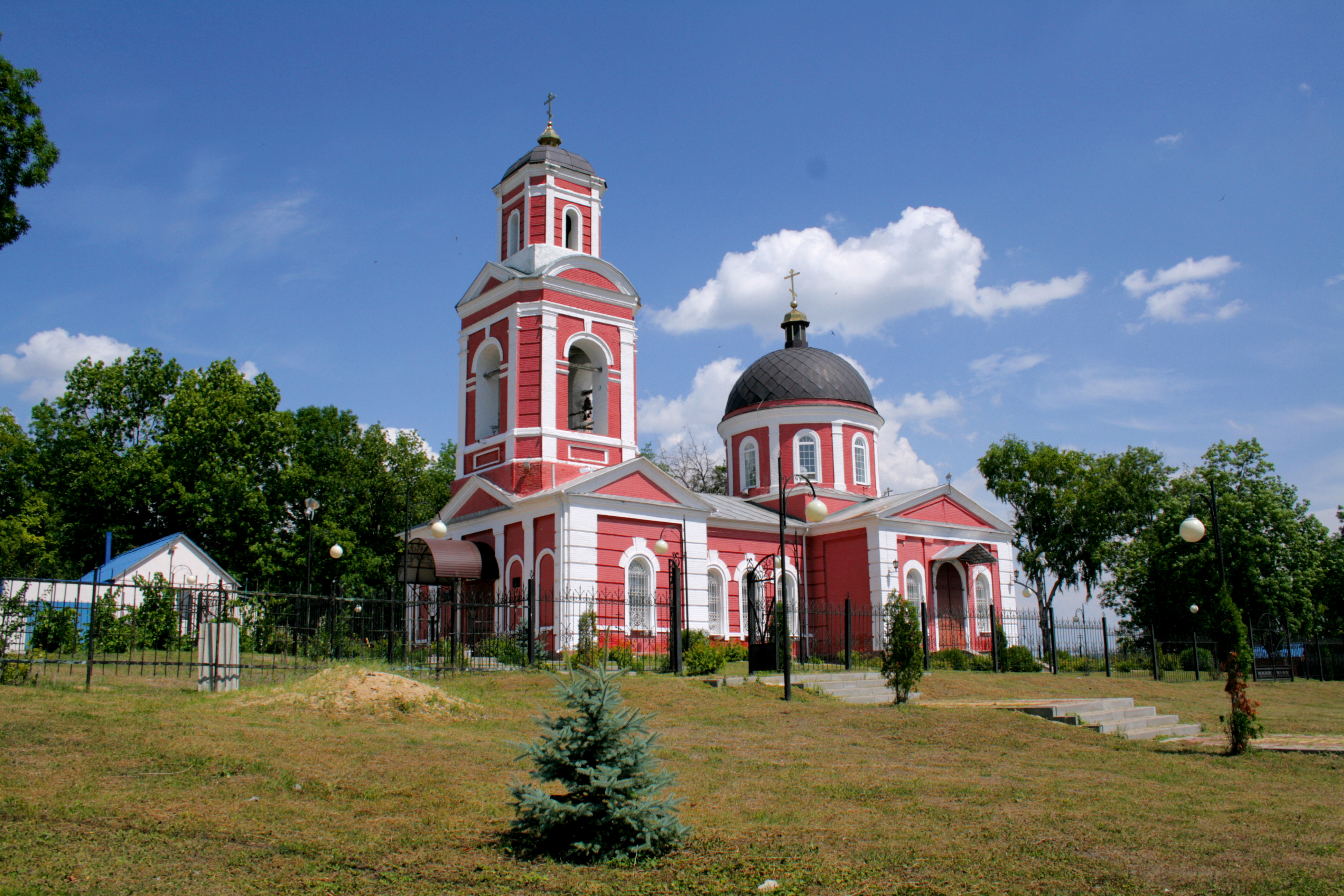
Церковь Михаила Архангела
(Свято-Михайловский храм)

Первая деревянная церковь в Чураеве была построена в 1708 году на средства прихожан. В 1892 году построена каменная церковь. Со дня освящения храма и по настоящее время богослужения совершаются регулярно, за исключением периода немецкой оккупации во время Великой Отечественной войны. В 2008 году, к 300-летию со дня первоначального основания, храм отреставрирован. Храм принадлежит Русской православной церкви.